# Il lago delle fate
Personnages
- Agnese, hôtelière (mezzo-soprano)
- Alberto, étudiant (ténor)
- Ermanno, partenaire d'Alberto (ténor)
- Rodolph, comte de Cronemborg (baryton)
- Isacco, israélite (ténor)
- Chœur : Étudiants, barons, compagnons du comte, bravos, femmes de chambre d'hôtel, dames, fées, hommes d'armes, domestiques, paysans, marchands, voyageurs, chasseurs du comte
- Danses : paysans des deux sexes, fées

Il lago delle fate (en français Le Lac des fées)  est un opéra de Carlo Coccia, sur un livret attribué à Felice Romani, créé en 1841 à Teatro Regio de Turin.
Il s'agit du dernier opéra de Carlo Coccia.

## Argument
L'action se déroule à Cologne et dans ses environs, dans les années 1400.

### Acte I
Une vallée dans les montagnes désertes du Hartz.
Alberto, un jeune étudiant, s'est rendu près d'un lac enchanté, près duquel apparaissent, dit-on, des elfes et des fées. Peu de temps après son arrivée, les fées apparaissent ; parmi elles, la plus belle, qui frappe immédiatement Alberto, est Zeila. En écoutant leurs conversations, Alberto apprend que si les fées perdent le voile qu'elles portent toujours, elles ne pourront pas retourner au ciel. Alors, dans l'espoir de la lier à lui, il prend possession du voile que Zeila a déposé pour descendre au lac.
Peu de temps après, Ermanno et d'autres amis d'Alberto arrivent et parviennent difficilement à l'éloigner de cet endroit qu'ils considèrent comme dangereux. Zeila les observait en secret et était fascinée par Alberto, puis quand les hommes partent, elle se rend compte qu'elle n'a plus son voile : les autres fées retournent dans les nuages, mais elle doit rester sur terre, couverte par le manteau abandonné par un berger.

### Acte II
La cour d'un riche hôtel dans la rue de Cologne.
Agnese, la propriétaire de l'hôtel où séjourne Alberto, est tombée amoureuse de lui. Zeila arrive dans le même hôtel en quête de refuge, et est accueillie par Agnese qui en fait une serveuse. Lorsque Zeila est envoyée au service d'Alberto, celui-ci commence immédiatement à lui faire la cour, mais ils sont surpris par Agnese, qui était déjà devenue jalouse en voyant Alberto embrasser secrètement le voile volé à Zeila. Alberto emmène Zeila, qu'Agnese veut chasser, en évitant qu'elle ne tombe entre les mains du comte Rodolfo, un coureur de jupons, qui lui avait offert l'hospitalité. Mais il doit d'abord emprunter de l'argent à l'usurier Isacco pour payer les dettes d'Agnese. N'ayant rien à engager, il offre sa personne et sa liberté.

### Acte III
La chambre d'Alberto.
Alberto a promis à Zeila de la défendre comme un frère, mais l'amour réprimé le rend malheureux. Le voyant triste, Zeila lui avoue qu'elle est une fée, et Alberto comprend que c'est elle à qui il a volé le voile, l'empêchant de retourner au paradis. Zeila le récupère mais promet de ne pas l'utiliser et de rester avec Alberto. Les deux jurent un amour éternel et partent participer à la célébration des rois à Cologne.
Place de Cologne, aménagée pour la foire.
Le comte Rodolfo assiste également à la fête, accompagné d'Agnese qui accepte désormais sa cour. En voyant Zeila célébrée, la jalousie s'éveille chez Agnese, et elle parvient à voler le voile d'Alberto que, comme elle l'a remarqué, il porte sur son cœur, en espérant que sa possession fera revenir Alberto vers elle. Le comte Rodolfo, amoureux de Zeila, rappelle à Alberto la dette contractée il y a quelque temps avec Isacco : Alberto est prêt à payer, mais on lui a volé le sac qu'il avait préparé et le comte, fort de ses droits, voudrait l'emmener chez lui, au château, comme esclave. Alberto se rebelle et une querelle surgit au cours de laquelle Zeila est frappée : Alberto, la croyant mourante, voudrait lui rendre le voile pour lui permettre de retourner au ciel, mais se rend compte qu'il ne l'a plus. Alberto est alors emmené de force au château de Rodolfo.

### Acte IV
Dans le château du comte Rodolfo.
Rodolfo a également amené Zeila au château et veut l'épouser. Agnese, qui n'intéresse plus le comte, cherche un moyen de libérer Alberto, qui est retenu prisonnier et en proie à la folie, car il ne fait que parler de fées. Rodolfo, remarquant le comportement insensé d'Alberto, décide qu'il deviendra le bouffon de la cour. Zeila accepte d'épouser Rodolfo parce qu'il menace de tuer Alberto, qui, cependant, en revoyant sa fée bien-aimée, retrouve la raison et parle ouvertement du voile qui peut la faire échapper. Agnese comprend que c'est le voile qu'elle a volé à Alberto, et pour se venger du comte le lui retire et le redonne à Zeila. Zeila se couvre de son voile et, à la stupéfaction générale, s'élève vers le ciel.

## Structure musicale
- Symphonie

### Acte I
- Scène 1 : Introduction et Cavatine d'Ermanno Tutto è vano: e suoni e gridi - Zitti, zitti... non burlate (Chœur, Ermanno)
- Scène 2 : Cavatine d'Alberto Deh! non t'incresca il limpido (Alberto, chœur)
- Scène 3 : Finale Dovunque si posano (Zeila, chœur, Alberto, Ermanno)

### Acte II
- Scène 4 : Introduction Mai più per monti inospiti (Chœur, Alberto, Isacco)
- Scène 5 : Chœur de Rodolfo et Cavatina Largo!... Largo!... Fate sito - Bella vita che vive un signore (Chœur, Rodolfo)
- Scène 6 : Duo entre Rodolfo et Agnese Bell'ostessa, amore e caccia
- Scène 7 : Finale Povera pellegrina - Sei pur tu!... quel bel sembiante - D'onde mai ci è capitata (Zeila, Alberto, Zeila, Rodolfo, Agnese, Isacco)

### Acte III
- Scène 8 : Introduction Vous, camarades ? (Alberto, chœur, Ermanno)
- Scène 9 : Duo entre Zeila et Alberto Ils me font l'invitation du ciel (Zeila, Alberto, chœur)
- Scène 10 : Finale Voi, compagni? (Chœur, Zeila, Alberto, Agnese, Rodolfo, Zeila, Ermanno)

### Acte IV
- Scène 11 : Sérénade d'Alberto Quando verrai sul margine
- Scène 12 : Duo entre Agnese et Zeila Ei dal Conte è condannato
- Scène 13 : Duo entre Rodolfo et Alberto et Final Aria de Zeila Fra le bottiglie e i brindisi - Vivi, e conforto a vivere (Rodolfo, Alberto, chœur, Zeila, Agnese)

## Réception
Les artistes impliqués dans la première représentation mise en scène par Luigi Vacca et Giuseppe Bertoja (it) :
| Rôle/Personnage | Registre vocal | Interprète         |
| --------------- | -------------- | ------------------ |
| Zeila           | soprano        | Erminia Frezzolini |
| Agnese          | mezzo-soprano  | Felicita Rocca     |
| Alberto         | ténor          | Antonio Poggi      |
| Ermanno         | ténor          | Secondo Torre      |
| Rodolfo         | baryton        | Cesare Badiali     |
| Isacco          | ténor          | Michele Novaro     |

Le chef d'orchestre et premier violon est Giovanni Battista Polledro, le claveciniste est Luigi Fabbrica, le chef de chœur est Giulio Buzzi.
À sa présentation, l'opéra est un échec.